# جيري ساندز
جيري ساندز (بالإنجليزية: Jerry Sands)‏ هو لاعب كرة قاعدة أمريكي، ولد في 28 سبتمبر 1987 في ميدلتاون في الولايات المتحدة.

## وصلات خارجية
- جيري ساندز على موقع دوري كرة القاعدة الرئيسي (الإنجليزية)
- جيري ساندز على موقع الدوري الياباني لكرة القاعدة (الإنجليزية)
- جيري ساندز على موقع دوري كوريا الجنوبية لكرة القاعدة (الإنجليزية)
- جيري ساندز على موقعبيزبول رفرنس.كوم (الدوري الرئيسي) (الإنجليزية)
- جيري ساندز على موقعبيزبول رفرنس.كوم (الدوري الثانوي) (الإنجليزية)
- جيري ساندز على موقع إي إس بي إن.كوم (أم.أل.بي) (الإنجليزية)
- جيري ساندز على موقع مشجعي الرسوم البيانية (الإنجليزية)